# Pascale Bussières
Pascale Bussières (Montréal, 27 giugno 1968) è un'attrice canadese.
Per la sua interpretazione della cantante Alys Robi nel film biografico Ma vie en cinémascope ha vinto entrambi i maggiori premi cinematografici canadesi, il Genie e il Jutra.

## Riconoscimenti
- Premi Genie
  - vincitrice:
    - 2005: miglior attrice protagonista – Ma vie en cinémascope

  - candidata:
    - 1985: miglior attrice protagonista – Sonatine
    - 1996: miglior attrice protagonista – Eldorado e When Night Is Falling

- Premi Jutra
  - vincitrice:
    - 2000: miglior attrice non protagonista – Emporte-moi
    - 2005: miglior attrice protagonista – Ma vie en cinémascope

  - candidata:
    - 2003: miglior attrice protagonista – La turbulence des fluides

- Montreal World Film Festival 1992: miglior attrice – La vie fantôme

## Filmografia
- Sonatine, regia di Micheline Lanctôt (1984)
- Le chemin de Damas, regia di George Mihalka (1988)
- La Vie fantôme, regia di Jacques Leduc (1992)
- Deux actrices, regia di Micheline Lanctôt (1993)
- Eldorado, regia di Charles Binamé (1995)
- When Night Is Falling, regia di Patricia Rozema (1995)
- Honeymoon, regia di Joan Carr-Wiggin (1997)
- Tutta la luna (The Whole of the Moon), regia di Ian Mune (1997)
- Les mille merveilles de l'univers, regia di Jean-Michel Roux (1997)
- Twilight of the Ice Nymphs, regia di Guy Maddin (1997)
- L'âge de braise, regia di Jacques Leduc (1998)
- Le coeur au poing, regia di Charles Binamé (1998)
- Un 32 août sur terre, regia di Denis Villeneuve (1998)
- Emporte-moi, regia di Léa Pool (1999)
- I cinque sensi (The Five Senses), regia di Jeremy Podeswa (1999)
- Souvenirs intimes, regia di Jean Beaudin (1999)
- Xchange, regia di Allan Moyle (2000)
- La beauté de Pandore, regia di Charles Binamé (2000)
- Les filles ne savent pas nager, regia di Anne-Sophie Birot (2000)
- La bouteille, regia di Alain Desrochers (2000)
- La Répétition - L'altro amore (La Répétition), regia di Catherine Corsini (2001)
- Between the Moon and Montevideo, regia di Attila Bertalan (2001)
- Les moutons de Jacob, regia di Jean-François Pothier (2002)
- La turbulence des fluides, regia di Manon Briand (2002)
- Piccoli tradimenti (Petites coupures), regia di Pascal Bonitzer (2003)
- The Blue Butterfly, regia di Léa Pool (2004)
- Ma vie en cinémascope, regia di Denise Filiatrault (2004)
- Guide de la petite vengeance, regia di Jean-François Pouliot (2006)
- La Capture, regia di Carole Laure (2007)
- Nothing Really Matters, regia di Jean-Marc Piché (2008)
- Afterwards, regia di Gilles Bourdos (2008)
- Suzie, regia di Micheline Lanctôt (2009)

## Doppiatrici italiane
Nelle versioni in italiano delle opere in cui ha recitato, Pascale Bussières è stata doppiata da:
- Claudia Razzi in Xchange
- Domitilla D'Amico in Transplant

Da doppiatrice è stata sostituita da:
- Marcella Silvestri in Outriders